# Tour Eqho
La tour Eqho, également appelée tour Descartes jusqu'en 2011, est un gratte-ciel de bureaux situé dans le quartier d'affaires de La Défense, en France (précisément à Courbevoie, dans le quartier de la Défense 5).

## Description
Construite en 1988, haute de 131 m, la Tour Descartes prend la forme d'un parallélépipède sur le milieu duquel un demi-cylindre aurait été extrudé. Elle ne comporte pas de fenêtres aux angles de ses façades, en raison de la présence de piliers porteurs à ces endroits. Ces piliers s'arrêtent quelques étages en dessous du haut du demi-cylindre extrudé.
Les circulations verticales sont organisées autour de deux groupes d'ascenseurs placés de part et d'autre du demi-cylindre. La façade courbe de ce demi-cylindre en creux éclaire les circulations horizontales reliant les groupes d'ascenseurs entre eux.

## Historique
Jusqu'en novembre 2009, la tour héberge les bureaux d'IBM France et IBM EMEA HQ. Les bureaux des derniers étages en surplomb sont ceux des cadres dirigeants, qui disposent de bureaux exclusifs dans les angles du bâtiment.
En 2011, Icade rebaptise la tour Descartes et lui donne le nom de tour Eqho,. Une restructuration complète de la tour, comprenant un renouvellement des façades, est annoncée la même année à l'occasion du salon international de l'immobilier (MIPIM). La fin des travaux est prévue pour 2013.
En 2012, les travaux lancés dans la tour et la difficulté à retrouver des locataires plombent les finances de son entreprise gestionnaire Icade.
Le 5 juin 2014, la société KPMG a signé un bail de 12 ans pour la location de 40 468 m² de bureaux. Le bail prendra effet le 1er avril 2015.
En avril 2016, près de 260 agents de la Banque de France issus des succursales de Paris-Raspail (VIe), Montrouge et Nanterre s'installent aux étages 22 à 24 de l'immeuble.
En décembre 2017, la société TEAMWILL CONSULTING en provenance de Neuilly-sur-Seine, rejoint la tour au 9ème étage.

## Iconographie

Tour Eqho en rénovation (2011-2013)